# Thélod
Thélod település Franciaországban, Meurthe-et-Moselle megyében. Lakosainak száma 250 fő (2022. január 1.). Thélod Germiny, Goviller, Houdelmont, Maizières, Marthemont, Parey-Saint-Césaire és Xeuilley községekkel határos.

## Népesség
A település népessége az elmúlt években az alábbi módon változott:
| Lakosok száma | 142  | 167  | 217  | 262  | 254  | 248  | 251  | 250  | 250  | 250  |
|               | 1968 | 1982 | 1990 | 2006 | 2013 | 2015 | 2017 | 2019 | 2020 | 2022 |